# Immeuble Plasco
L'immeuble Plasco, aussi appelé Plasco Building (en persan : ساختمان پلاسکو, Sakhteman Plasko), était un édifice de 15 étages situé à Téhéran, en Iran. Il est inauguré en 1962 pendant une décennie de croissance économique rapide par l'homme d'affaires Habib Elghanian (1909-1979), et reçoit le nom de sa société de production de matières plastiques. Il était utilisé à la fois comme bâtiment résidentiel et commercial et abritait un important centre commercial au rez-de-chaussée, un restaurant à son sommet et près de 400 boutiques de prêt-à-porter et ateliers de vêtements.
L'édifice était le plus haut de Téhéran au moment de son achèvement et était considéré comme un élément iconique du paysage de la ville. Il s'effondre le 19 janvier 2017 après un incendie.

## Incendie

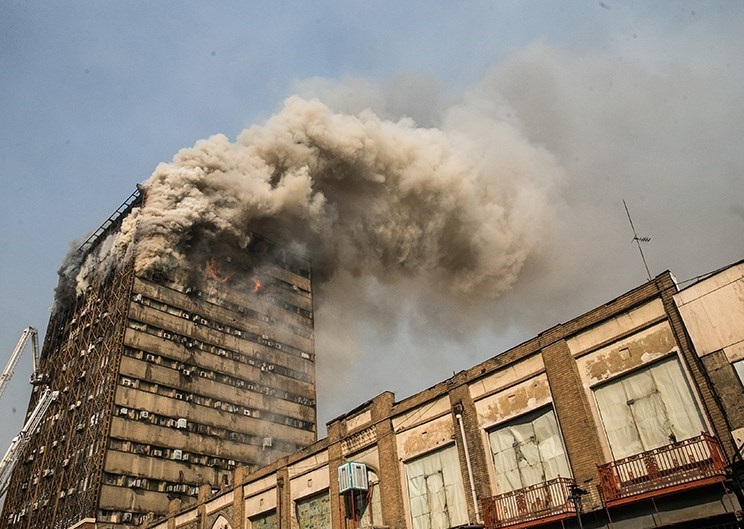
L'immeuble en flammes.

Le matin du jeudi 19 janvier 2017, un incendie se déclenche dans l'immeuble. Les pompiers arrivent rapidement sur place et évacuent tous les occupants, puis ils pénètrent à nouveau dans le bâtiment pour vérifier s'il n'y reste plus personne, alors que les flammes dévorent les étages supérieurs. 
Selon le témoignage du maire de la ville, Mohammad Ghalibaf, l'incendie est dans un premier temps maîtrisé avant qu'une explosion soudaine au premier étage ne ravive les flammes et fragilise la structure. Près de quatre heures après le début du feu, l'immeuble s'effondre sur lui-même dans un nuage de poussière sur les pompiers dont une vingtaine se retrouvent pris sous les décombres. 
La plupart des magasins, qui avaient reçu d'importants stocks en prévision du nouvel an perse en mars, n'étaient pas assurés, et des centaines de familles de propriétaires sont ruinées. Le coût total de la catastrophe s'élève à 15 000 milliards de rials (environ 450 millions d'euros), selon les estimations faites immédiatement après par la chambre de commerce d'Iran.